# Claudia di Girolamo
Claudia del Carmen Di Girolamo Quesney (sinh ngày 30 tháng 12 năm 1956 tại Santiago de Chile), là một nữ diễn viên người Chile gốc Ý, đa năng và nổi bật trong nhà hát, phim ảnh và truyền hình. Cô là người biểu diễn nghệ thuật biểu diễn tốt nhất trong lịch sử ngành truyền hình Chile. Đây là một trong những nữ diễn viên xuất sắc nhất, hoặc là một trong những người nổi bật nhất, nhà hát Chile.
Năm 1990, gia nhập TVN, nơi anh bắt đầu thời kỳ thành công nhất trong sự nghiệp, dẫn đầu những bộ phim bom tấn đầu tiên trong lịch sử truyền hình Chile. Do thành công thương mại, trong hai thập kỷ, cô là nữ diễn viên có lợi nhuận cao nhất và được trả lương cao nhất ở Chile.
Cô cũng đã biểu diễn một số nhà hát cho truyền hình, trong chương trình " Teatro como en el teatro " từ kênh 11 (ngày nay là Chilevisión), cùng với công ty nhà hát từ diễn viên Tây Ban Nha cư trú ở Chile, Jose Vilar, trong thập niên 80 và phiên bản Chile đầu tiên của nhạc kịch rock Jesucristo Superestrella từ Andrew Lloyd Webber, chơi Mary Magdalene.
Cô đã kết hôn với nam diễn viên Cristián Campos. Người phối ngẫu hiện tại của cô trong hơn 10 năm là giám đốc opera xà phòng, và một giám đốc điều hành của TVN, Vicente Sabatini.

## Đóng phim

### Vô tuyến
| Năm       | Tựa đề                  | Vai trò                               | Ghi chú                              | Giám đốc                   |
| --------- | ----------------------- | ------------------------------------- | ------------------------------------ | -------------------------- |
| 1979      | Martin Rivas            | Elilde Elias                          | Truyền hình ra mắt                   | Sergio Riesenberg          |
| 1981      | mẹ kế                   | Luna San Lucas                        | Vai trò hỗ trợ                       | Oscar Rodríguez Gingins    |
| 1982      | Alguien por Quien Vivir | Karin Sonnenberg                      | Nhân vật chính                       | Oscar Rodríguez Gingins    |
| 1982      | Una Familia Feliz       | Javiera Altamira                      | Nhân vật chính                       | Regis Bartizzaghi          |
| 1983      | La Noche del Cobarde    | Maria Constanza "Mary C"              | Nhân vật chính                       | Oscar Rodríguez Gingins    |
| 1984      | Những con rối           | Artemisa                              | Vai trò chính                        | Oscar Rodríguez Gingins    |
| 1985      | Matrimonio de Papel     | Carmen Perez                          | Vai trò hỗ trợ                       | Oscar Rodríguez Gingins    |
| 1986      | Thiên thần Malo         | Lya Lozano                            | Nhân vật chính                       | Oscar Rodríguez Gingins    |
| 1986      | Secretos de Familia     | Xic Cadic                             | Vai trò chính                        | Cristián Mason             |
| 1987      | La Invitación           | Consuelo Vilar                        |                                      | Oscar Rodríguez Gingins    |
| 1990      | Tê kè?                  | Sabrina Mardones                      | Vai trò chính                        | Oscar Rodríguez Gingins    |
| 1991      | Volver A Empezar        | Valentina Urmeneta                    | Vai trò chính                        | Vicente Sabatini           |
| 1992      | Trampas y Caretas       | Mariana Rios                          | Vai trò chính                        | Vicente Sabatini           |
| 1993      | Jaque Mate              | Isabella Quesney                      | Vai trò chính                        | Vicente Sabatini           |
| 1994      | Rompecorazon            | Patricia Sierra                       | Vai trò chính                        | Vicente Sabatini           |
| 1995      | Cupid ngu ngốc          | Chị Angelica                          | Vai trò chính                        | Vicente Sabatini           |
| 1997      | Oro Verde               | Natalia Sotomayor                     | Vai trò hỗ trợ                       | Vicente Sabatini           |
| 1997      | Sucupira, Hài kịch      | Sara Lineros                          | Phần 1, tập 8: "Escritora cấmida"    | Vicente Sabatini           |
| 1997      | Brigada Escorpión       | Jacqueline Gomez                      | Phần 1, tập 11: "Razones para matar" | Ignacio Eyzaguirre         |
| 1998      | Iorana                  | Josefa Soublette                      | Vai trò chính                        | Vicente Sabatini           |
| 1999      | La Fiera                | Catalina Chamorro "La Fiera"          | Vai trò chính                        |                            |
| 2000      | La Mã                   | Jovanka Antich                        | Vai trò chính                        | Vicente Sabatini           |
| 2001      | Pampa Ilusion           | Ines Clark / Bác sĩ Florencio Aguirre | Vai trò chính                        | Vicente Sabatini           |
| 2002      | El Circo de las Montini | Olga Segunda Montini                  | Vai trò chính                        | Vicente Sabatini           |
| 2003      | Puertas Adentro         | Erica Sandoval                        | Vai trò chính                        | Vicente Sabatini           |
| 2004      | Los Pincheira           | Marwa Abu Kassem                      | Vai trò hỗ trợ                       | Vicente Sabatini           |
| 2004      | Thần tượng              | Isabel Segovia                        | Vai trò chính                        | Oscar Rodríguez Gingins    |
| 2006      | Khiếu nại               | Soledad Mendez                        | Vai trò chính                        | Patricio Gonzalez Kuhlmann |
| 2007      | Carcel de Mujeres       | Camila Prado                          | Vai trò chính; 8 tập                 | Ác ma                      |
| 2008      | Viuda Alegre            | Beatriz Sarmiento                     | Vai trò chính                        | Patricio Gonzalez Kuhlmann |
| 2008      | Paz                     | Bà Almendros                          | Vai trò chính; 4 tập                 | Ricardo Varas              |
| 2009      | Los Exitosos Pells      | Franca Andrade                        | Vai trò chính                        | Barrán Đức                 |
| 2009-2010 | Conde Vrolok            | Elena Medrano                         | Vai trò hỗ trợ                       | Víctor Huerta              |
| 2011-2013 | Hồ sơ                   | Kika Ferragut                         | Vai trò hỗ trợ                       | Pablo Larraín              |
| 2011-2012 | La Doña                 | Catalina de los Rios-Lisperguer       | Vai trò chính                        | Vicente Sabatini           |
| 2012-2013 | Nhà tình dục học        | Olivia Pamplona                       | Vai trò chính                        | Vicente Sabatini           |
| 2013      | Sinh viên tốt nghiệp    | Titi                                  | 3 tập                                | Maurnes Bustos             |
| 2014      | Las 2 Carolina          | Sofia Parker                          | Vai trò chính                        | Vicente Sabatini           |
| 2015      | Matriarcas              | Phát xít Diana                        | Vai trò chính                        | Ítalo Galleani             |
| 2016      | Casa De Angelis         | Madama Carla                          | Vai trò hỗ trợ; 8 tập                | Valeria Sarmiento          |
| 2017-2018 | Dime Quien Fue          | Adriana Lyon                          | Vai trò chính                        | Barrán Đức                 |
| 2018-2019 | La reina de Franklin    | Julia Tocornal                        | Vai trò chính                        | Diego Rougier              |
| 2019      | Giải thưởng Río         | Concepcion Alducky                    | Vai trò chính                        | Cristián Mason             |
| 2019      | La Jauría               |                                       | Vai trò hỗ trợ                       | Lucía Puenzo               |

| Năm  | Tựa đề                           | Vai trò                   | Ghi chú khác     |
| ---- | -------------------------------- | ------------------------- | ---------------- |
| 1977 | Đột biến                         |                           | Vai trò chính    |
| 1990 | Amelia Lópes O'Neill             | Người phụ nữ của Fernando | Vai trò hỗ trợ   |
| 1990 | Hai người phụ nữ trong thành phố | Valeria Vergara           | Vai trò chính    |
| 1996 | Người đàn ông cuối cùng của tôi  | Hoa                       | Vai trò chính    |
| 2007 | Đài phát thanh trái tim          | Sandra                    | Vai trò chính    |
| 2008 | Bí mật                           | Amelia                    | Vai trò chính    |
| 2010 | Bài viết thế chấp                | Marta                     | Vai trò đặc biệt |

## Rạp hát
- 1976 - Giáo dục giới tính
- 1990 - Đánh lừa tình yêu
- 1992 - Vua Lear
- 1993 - El Vacio absurdo
- 1994 - Lê Malentendu
- 1995 - La Catedral de la Luz
- 1998 - Madame de Sade
- 1999 - Fedra
- 2000 - Di truyền
- 2001 - Medea
- 2003 - Con trai
- 2004 - Psicosis 4,48 (Độc thoại ba nhân vật)
- 2006 - Roberto Zucco
- 2007 - Gabed Hedda
- 2008 - Las Brutas
- 2009 - Orlando
- 2010 - Almedi, The Fool
- 2011 - Ngôi nhà búp bê
- 2013 - Biển trên tường